# Tanyproctus kabulensis
Tanyproctus kabulensis är en skalbaggsart som beskrevs av Rudolph Petrovitz 1967. Tanyproctus kabulensis ingår i släktet Tanyproctus och familjen Melolonthidae. Inga underarter finns listade i Catalogue of Life.